# Gieorgij Sofronow
Gieorgij Pawłowicz Sofronow, ros. Георгий Павлович Софронов (ur. 7 kwietnia?/19 kwietnia 1893 w Sierpuchowie, zm. 17 marca 1973 w Moskwie) – generał porucznik Armii Radzieckiej.

## Życiorys
Urodził się w Sierpuchowie w obwodzie moskiewskim. W 1914 roku został wcielony do armii rosyjskiej, gdzie ukończył 3 Moskiewską Szkołę Chorążych. Uczestnik I wojny światowej. Walczył na Froncie Południowo-Zachodnim.
W 1918 roku wstąpił do Armii Czerwonej. Brał udział w wojnie domowej na Front Wschodnim i Froncie Zachodnim, dowodził obroną Odessy. W tym czasie był kolejno: szefem sztabu armii, dowódcą pułku i brygady.
Po zakończeniu wojny domowej w latach 1922-1932 kolejno był dowódcą brygady, dywizji i korpusu. W 1932 roku został zastępcą dowódcy Nadwołżańskiego Okręgu Wojskowego ds. zaopatrzenia, a w 1937 roku został dowódcą Uralskiego Okręgu Wojskowego. W 1939 roku został szefem Zarządu Importu Armii Czerwonej, a w styczniu 1941 roku pierwszym zastępcą dowódcy Samodzielnego Nadbałtyckiego Okręgu Wojskowego. 
Po ataku Niemiec na ZSRR nadal pełnił funkcję zastępcy dowódcy okręgu wojskowego. 26 lipca 1941 roku został dowódcą Samodzielnej Armii Nadmorskiej, z zadaniem obrony Odessy, którą kierował do października 1941 roku.
Na początku października 1941 roku zachorował na zapalenie mięśnia sercowego i w dniu 5 października został ewakuowany do szpitala w Sewastopolu, a następnie do Kisłowodzka. W czasie leczenia pozostawał w dyspozycji Naczelnego Dowództwa. 
Po wyleczeniu we wrześniu 1944 roku został zastępcą dowódcy 3 Frontu Białoruskiego ds. formowania i funkcję tę sprawował do końca wojny. 
Po zakończeniu wojny w latach 1945–1946 zastępcą dowódcy Baranowickiego Okręgu Wojskowego, a następnie w latach 1946 – 1953 starszym wykładowcą, p.o. kierownika katedry Wyższej Akademii Wojskowej im. Woroszyłowa. 
W 1953 roku przeniesiony do rezerwy. Zamieszkał w Moskwie, gdzie zmarł.

## Awanse
- komkor (1937)
- generał porucznik  (1940)

## Odznaczenia
- Order Lenina
- Order Czerwonego Sztandaru – pięciokrotnie
- Order Kutuzowa I klasy
- Order Suworowa II klasy